# John Schuck
Pour les articles homonymes, voir Schuck.
John Schuck est un acteur américain né le 4 février 1940 à Boston, Massachusetts (États-Unis).

## Filmographie

### Cinéma
- 1970 : MASH de Robert Altman : Capitaine Walter Kosciusko 'Painless Pole' Waldowski
- 1970 : La Guerre des bootleggers (The Moonshine War) de Richard Quine : E.J. Royce
- 1970 : Brewster McCloud de Robert Altman : Johnson
- 1971 : John McCabe (McCabe & Mrs. Miller) de Robert Altman : Smalley
- 1972 : Hammersmith Is Out de Peter Ustinov : Henry Joe
- 1973 : Blade d'Ernest Pintoff : Reardon
- 1974 : Nous sommes tous des voleurs (Thieves Like Us) de Robert Altman : Elmo (Chicamaw) Mobley
- 1976 : La Bataille de Midway (Midway) de 	Jack Smight : Wilson
- 1979 : Les Joyeux Débuts de Butch Cassidy et le Kid (Butch and Sundance: The Early Days) de Richard Lester : Kid Curry / aka Harvey Logan
- 1979 : Just You and Me, Kid (en) de Leonard B. Stern (en) : Stan
- 1981 : Earthbound : Sheriff De Rita
- 1984 : Cash-cash (Finders Keepers) de Richard Lester : Chef de la police Norris
- 1986 : Star Trek 4 : Retour sur Terre (Star Trek IV: The Voyage Home) : Klingon Ambassador
- 1987 : Une chance pas croyable (Outrageous Fortune) : Agent Atkins
- 1988 : Les Nouvelles Aventures de Fifi Brindacier (The New Adventures of Pippi Longstocking) de Ken Annakin  : Capt. Efraim Longstocking
- 1989 : Détectives en folie (Second Sight) : Manoogian
- 1989 : Ma mère est un loup-garou (My Mom's a Werewolf) de Michael Fischa : Howard Shaber
- 1990 : Dick Tracy : Reporter
- 1991 : Star Trek 6 : Terre inconnue (Star Trek VI: The Undiscovered Country) : Klingon ambassador
- 1994 : Sacré mariage ! (Holy Matrimony) de Leonard Nimoy : Markowski
- 1994 : Entre lune et terre (Pontiac Moon) : Officer
- 1995 : Le Cavalier du Diable (Tales from the Crypt: Demon Knight) : Sheriff Tupper
- 2001 : Le Sortilège du scorpion de jade (The Curse of the Jade Scorpion) : Mize
- 2003 : String of the Kite : Grandpa Lucky Santucci

### Télévision
- 1966 : Mission Impossible : Lieutenant Jocaro
- 1971 : Shepherd's Flock : Ernie Brubaker
- 1971 : Once Upon a Dead Man : Sgt. Enright
- 1971 : McMillan (série) : Sgt. / Lt. Charles Enright (1971-1977)
- 1973 : Hunter (en) : McDaniel
- 1973 : If I Had a Million
- 1976 : Holmes et Yoyo ("Holmes and Yo-Yo") (série) : Gregory 'Yoyo' Yoyonovich
- 1977 : Racines ("Roots") (feuilleton) : Ordell
- 1978 : L'Ancien Testament (Greatest Heroes of the Bible) (feuilleton) : Jair
- 1979 : The Halloween That Almost Wasn't (en) : Frankenstein's Monster
- 1982 : The New Odd Couple (série) : Murray
- 1987 : MacGyver (saison 2, épisode 19 "L'échappée belle") : Joe Henderson
- 1988 : Les nouveaux monstres sont arrivés ("The Munsters Today") (série) : Herman Munster
- 1992 : Till Death Us Do Part : William Lang
- 1992 : Four Eyes and Six Guns (Quatre yeux et un colt)
- 1994 : Star Trek Deep Space Nine (TV) : Légat Pam (Saison 2, épisode 21 "Le Maquis 2ème partie)
- 1996 : Projet Alf (Project: ALF) : Général Myron Stone
- 1996 : Run for the Dream: The Gail Devers Story : Dr. Ginsburg
- 2000 : Mon ami Sam (The Trial of Old Drum) : Oncle Lon